# Hedysarum baicalense
Hedysarum baicalense är en ärtväxtart som beskrevs av Boris Fedtjenko. Hedysarum baicalense ingår i släktet buskväpplingar, och familjen ärtväxter. Inga underarter finns listade i Catalogue of Life.